# La Captive aux yeux clairs
Pour plus de détails, voir Fiche technique et Distribution.
La Captive aux yeux clairs (The Big Sky) est un film américain de Howard Hawks, réalisé en 1952.

## Synopsis
Missouri, 1832. Jim Deakins se lie d'amitié avec Boone Caudill. En compagnie de l'oncle de ce dernier, ils se joignent à une expédition de trappeurs vers le Haut Missouri chez les Indiens Pieds-Noirs. Teal Eye, princesse indienne (Gazelle dans la version française), est présente à bord du Mandan, afin de rejoindre son peuple tout en facilitant les échanges commerciaux. Une rivalité amoureuse s'installe entre les deux hommes.

## Fiche technique
- Titre original : The Big Sky
- Réalisateur : Howard Hawks
- Scénario : Dudley Nichols d'après le roman homonyme d'Alfred Bertram Guthrie The Big Sky paru en 1947
- Photographie : Russell Harlan
- Direction artistique : Albert S. D'Agostino, Perry Ferguson
- Décors de plateau : Darrell Silvera, William Stevens
- Costumes : Dorothy Jeakins
- Maquillage : Mel Burns et Don L. Cash
- Effets spéciaux : Donald Stewart
- Montage : Christian Nyby
- Musique : Dimitri Tiomkin
- Production : Howard Hawks et Edward Lasker
- Format : noir et blanc
- Durée : 121 minutes / 140 minutes (version longue)
- Dates de sortie :
  - États-Unis : 6 août 1952
  - France : 9 octobre 1953

## Distribution
Légendes : Doublage original (1953) / doublage des scènes supplémentaires (sortie DVD)
- Kirk Douglas (VF : Roger Rudel + Guillaume Orsat) : Jim Deakins
- Dewey Martin (VF : Roland Ménard + Bruno Choël)  : Boone Caudill
- Elizabeth Threatt : Teal Eye (VF : Gazelle)
- Arthur Hunnicutt (VF : Camille Guérini + Patrick Raynal) : Zeb Calloway (VF : Jeff Calloway)
- Buddy Baer (VF : Alexandre Rignault) : Romaine (VF : Romain)
- Steven Geray (VF : Émile Duard) : Jourdonnais
- Henri Letondal : Labadie
- Hank Worden (VF : Jean Clarieux) : Poor Devil (VF : « Pauvre Diable »)
- Jim Davis (VF : Jean-Henri Chambois) : Streak

Acteurs non crédités :
- Paul Frees : Louis MacMasters
- Booth Colman (VF : Jean Daurand) : Pascal
- Robert Hunter (VF : Jacques Beauchey) : Chouquette
- Don Beddoe : le maquignon
- Iron Eyes Cody : un chef indien Pied Noir
- Frank DeKova : Moleface
- Jim Hayward, Jay Novello : des trappeurs
- Veola Vonn (VF : Jacqueline Porel) : la fille du saloon

## Commentaires
The Big Sky est le deuxième western de Howard Hawks. Quatre ans après La Rivière rouge (1948), épopée sur la Chisholm Trail et le convoyage des troupeaux du Texas, le réalisateur remonte le temps et le Missouri pour conter le périple du Mandan et de son équipage jusqu'au pieds des Rocheuses en pays Pieds-Noirs en 1832. Le film est l'histoire d'une amitié, mise en danger par les sentiments amoureux pour une femme. C'est aussi un hymne à la nature, au rythme nonchalant, aussi languide que la rivière. La Rivière rouge et La Captive aux yeux clairs seront les deux westerns du cinéaste illustrant la conquête territoriale, investissant les « grands espaces », avant les variations chambristes de la trilogie constituée par Rio Bravo (1958), El Dorado (1967) et Rio Lobo, dernier film du réalisateur (1970).
Le film s'inspire assez librement du roman éponyme d'A. B. Guthrie, prix Pulitzer en 1950.
Le film est une commande de Howard Hughes, le directeur de la RKO, troisième studio américain qui se trouve alors en difficulté. Le producteur veut réitérer la réussite de La Rivière rouge avec un nouveau fait historique de la conquête de l'ouest porté pour la première fois à l'écran. Si le film démarre très bien dans les salles, la RKO décide soudain d'en couper douze minutes pour pouvoir placer plus de séances. Une décision qui entraîne une défection du public et fait de The Big Sky un nouvel échec commercial qui précipite le déclin du studio.